# Шахтовий метод розробки нафтового покладу
Шахтовий метод розробки нафтового покладу — розробка нафтового покладу, яка передбачає: вилучення нафти (дренажна розробка) або нафтонасиченої породи (очисна розробка) з пласта-колектора, яка здійснюється прямим або зворотним порядком (тобто в напрямі від основного шахтного стовбура до меж шахтного поля або навпаки) з закладкою виробленого простору або з порушенням його покрівлі, з допомогою підземних гірських виробок або підземних свердловин, споруджених у нафтовій шахті.
Ш.м.р. застосовується для покладів з дуже низьким пластовим тиском або дуже в'язкою нафтою і здійснюється за двома схемами:
- 1) шляхом дренування покладу галереями, які проводяться спеціально в нафтовому пласті з метою розкриття більшої його поверхні і іноді з підніманням породи і відмиванням її від нафти на поверхні;
- 2) шляхом проведення шахтних виробок вище або нижче продуктивного пласта і розкриття нафтового покладу з цих виробок з великим числом свердловин.